# AC Sparta Praha 2021/2022
Tento článek se podrobně zabývá všemi událostmi ve fotbalovém klubu AC Sparta Praha v sezoně 2021/22 a jeho působení v 1. lize, MOL Cupu a evropských pohárech. Sparta se v předchozím ročníku umístila na 2. místě a zajistila i tak start ve druhém předkole nemistrovské části Ligy mistrů.

## Sezona

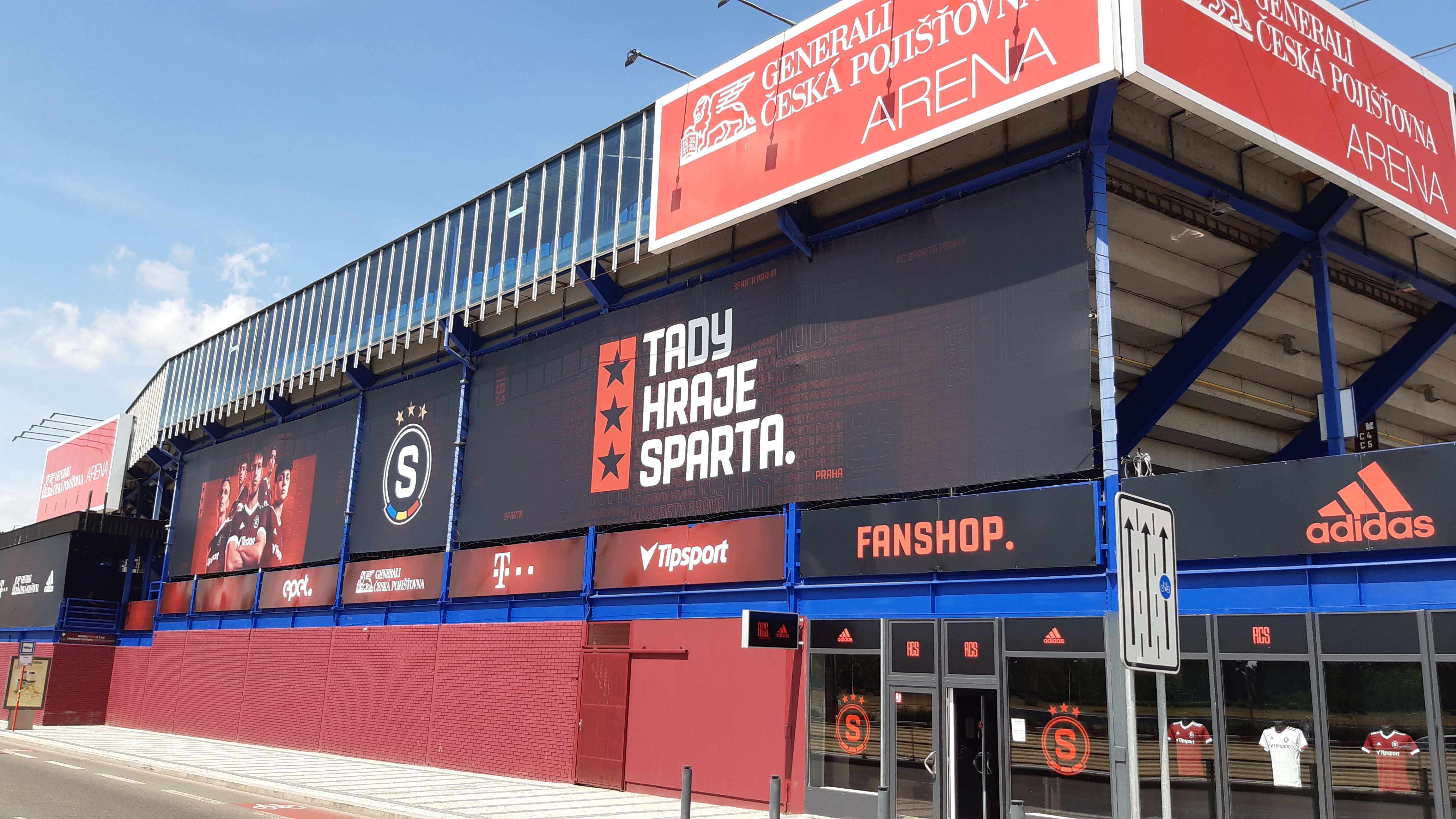
Sparťanský stadion v nových barvách po změně loga.

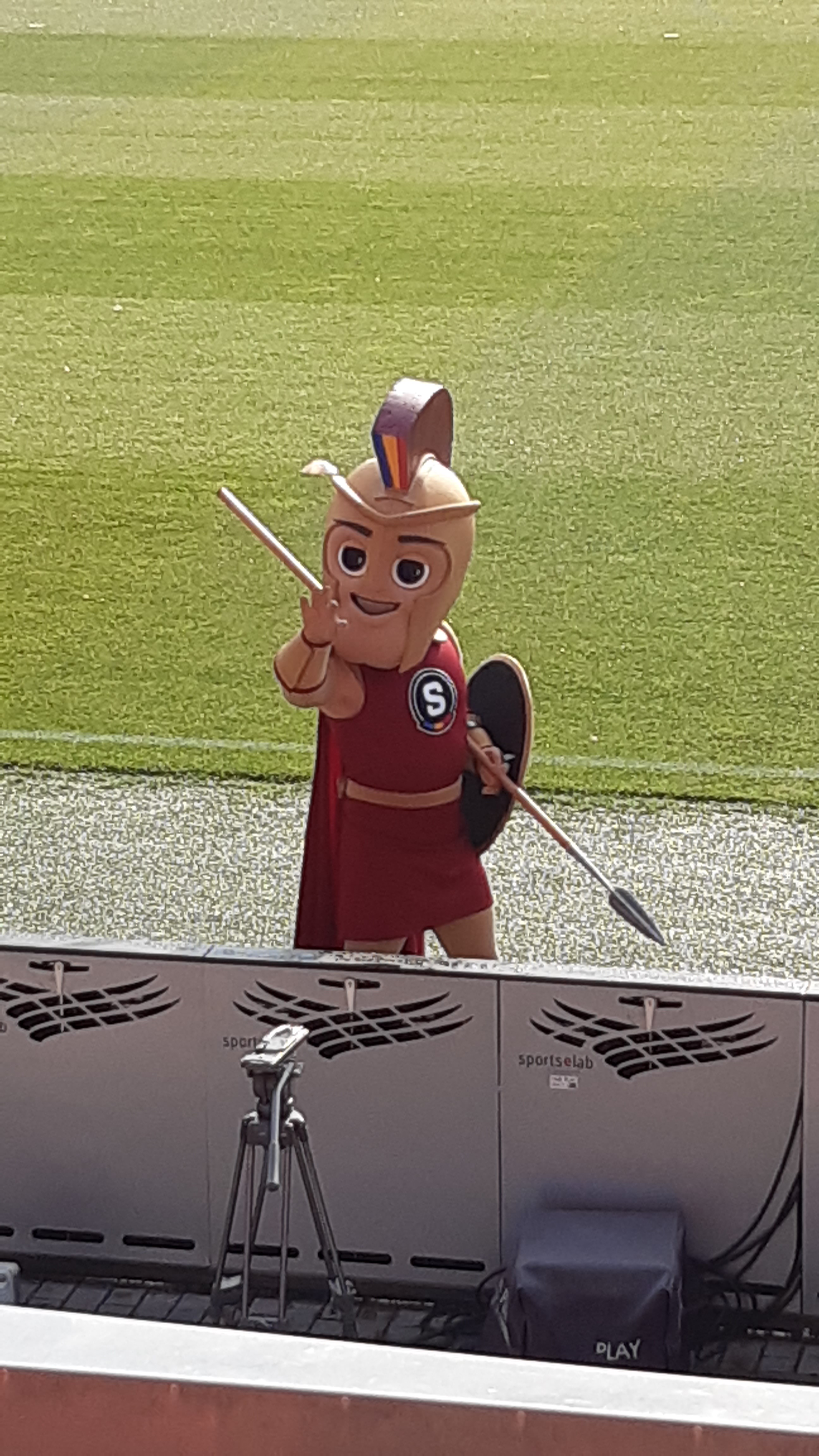
Rudy.

Největší a nejdůležitější předsezónní změnou je změna loga, které bylo upraveno po dlouhých 27 letech. Rovněž po 27 letech byla ukončena spolupráce s firmou Nike, od sezony 2021/22 Spartu odívá společnost Adidas. Na pravidelném otevřeném tréninku před novou sezonou, tzv. Sparta Opening, byl představen nový maskot klubu, sparťanský válečník Rudy.
Po konci smluv ve Spartě skončili Srđan Plavšić (4 roky, 101 zápasů), Libor Kozák (2 roky, 54 zápasů) a Ondřej Zahustel (5 a půl roku, 80 zápasů). Novou smlouvu do roku 2024 podepsal Adam Hložek. Po čtyřech letech se do Sparty vrátil záložník Jakub Pešek, další posilou se stal dánský obránce Casper Højer Nielsen. 9. května 2022 ukončilo vedení spolupráci s trenérem Pavlem Vrbou po prohře nad Plzní (0:3), tým jsi bere do konce sezony trenér Michal Horňák.

## Soupiska
| Č. | Poz. |           | Hráč                   | Datum narození a věk        | 2021/22 | 2021/22 | 2021/22 | 2021/22   | 2021/22 | Sparta |
| Č. | Poz. | Z         | Hráč                   | Datum narození a věk        | Gól     | A       |         | Vyloučení | Z       |        |
| -- | ---- | --------- | ---------------------- | --------------------------- | ------- | ------- | ------- | --------- | ------- | ------ |
| 1  | B    | Rumunsko  | Florin Niță            | 3. července 1987 (37 let)   | 22      | 0       | 0       | 2         | 0       | 110    |
| 3  | O    | Česko     | Ondřej Čelůstka        | 18. června 1989 (35 let)    | 14      | 1       | 1       | 2         | 0       | 46     |
| 4  | O    | Česko     | Adam Gabriel           | 28. května 2001 (23 let)    | 3       | 0       | 0       | 0         | 0       | 3      |
| 6  | Z    | Česko     | Filip Souček           | 18. září 1999 (25 let)      | 16      | 1       | 1       | 3         | 0       | 39     |
| 7  | Ú    | Česko     | Tomáš Čvančara         | 13. srpna 2000 (24 let)     | 4       | 1       | 0       | 1         | 0       | 4      |
| 8  | Z    | Česko     | David Pavelka          | 18. května 1991 (33 let)    | 31      | 4       | 1       | 8         | 0       | 77     |
| 9  | Z    | Česko     | Ladislav Krejčí (1992) | 5. července 1992 (32 let)   | 15      | 1       | 1       | 3         | 0       | 231    |
| 10 | Z    | Česko     | Bořek Dočkal           | 30. září 1988 (36 let)      | 25      | 1       | 3       | 3         | 0       | 231    |
| 11 | Ú    | Bulharsko | Martin Minčev          | 22. dubna 2001 (23 let)     | 25      | 4       | 3       | 0         | 0       | 46     |
| 16 | Z    | Česko     | Michal Sáček           | 19. září 1996 (28 let)      | 31      | 0       | 1       | 2         | 0       | 180    |
| 17 | O    | Dánsko    | Casper Højer Nielsen   | 20. listopadu 1994 (30 let) | 3       | 0       | 0       | 0         | 0       | 3      |
| 18 | Ú    | Česko     | Matěj Pulkrab          | 23. května 1997 (27 let)    | 19      | 7       | 1       | 4         | 0       | 61     |
| 19 | O    | Slovensko | Lukáš Štetina          | 28. července 1991 (33 let)  | 10      | 0       | 1       | 4         | 0       | 80     |
| 20 | Ú    | Česko     | Adam Hložek            | 25. července 2002 (22 let)  | 32      | 8       | 11      | 2         | 0       | 117    |
| 21 | Z    | Česko     | Jakub Pešek            | 24. června 1993 (31 let)    | 30      | 9       | 7       | 0         | 0       | 33     |
| 22 | Z    | Slovensko | Lukáš Haraslín         | 26. května 1996 (28 let)    | 27      | 4       | 2       | 3         | 0       | 27     |
| 24 | Ú    | Česko     | Matěj Polidar          | 20. prosince 1999 (25 let)  | 15      | 1       | 0       | 1         | 0       | 34     |
| 27 | O    | Česko     | Filip Panák            | 2. listopadu 1995 (29 let)  | 27      | 1       | 0       | 1         | 0       | 27     |
| 28 | O    | Česko     | Tomáš Wiesner          | 17. července 1997 (27 let)  | 34      | 0       | 4       | 6         | 1       | 60     |
| 29 | B    | Česko     | Milan Heča             | 23. března 1991 (33 let)    | 2       | 0       | 0       | 1         | 0       | 56     |
| 33 | O    | Slovensko | Dávid Hancko           | 13. prosince 1997 (27 let)  | 30      | 6       | 5       | 2         | 0       | 83     |
| 36 | Z    | Česko     | Adam Karabec           | 2. července 2003 (21 let)   | 27      | 2       | 2       | 2         | 0       | 68     |
| 37 | Z    | Česko     | Ladislav Krejčí (1999) | 20. dubna 1999 (25 let)     | 18      | 5       | 1       | 6         | 0       | 75     |
| 39 | Ú    | Česko     | Lukáš Juliš            | 2. prosince 1994 (30 let)   | 2       | 0       | 0       | 0         | 0       | 119    |
| 41 | O    | Česko     | Martin Vitík           | 21. ledna 2003 (22 let)     | 8       | 0       | 0       | 0         | 0       | 29     |
| 46 | Ú    | Česko     | Václav Sejk            | 18. května 2002 (22 let)    | 1       | 0       | 0       | 0         | 0       | 1      |
| 48 | O    | Česko     | Martin Suchomel        | 11. září 2002 (22 let)      | 2       | 0       | 0       | 1         | 0       | 2      |
| 50 | Z    | Česko     | Tomáš Jonáš            | 28. května 2001 (23 let)    | 1       | 0       | 0       | 0         | 0       | 1      |
| 52 | Ú    | Česko     | Vojtěch Patrák         | 18. března 2000 (25 let)    | 2       | 0       | 0       | 0         | 0       | 4      |
| 56 | Z    | Česko     | Matěj Ryneš            | 30. května 2001 (23 let)    | 3       | 0       | 0       | 0         | 0       | 3      |
| 77 | B    | Slovensko | Dominik Holec          | 28. července 1994 (30 let)  | 12      | 0       | 0       | 2         | 0       | 12     |
| 7  | Ú    | Švédsko   | David Moberg Karlsson  | 20. března 1994 (30 let)    | 22      | 5       | 3       | 3         | 0       | 96     |
| 14 | Ú    | Česko     | Václav Drchal          | 25. července 1999 (25 let)  | 8       | 4       | 1       | 0         | 0       | 26     |
| 32 | O    | Norsko    | Andreas Vindheim       | 4. srpna 1995 (29 let)      | 13      | 0       | 0       | 2         | 0       | 60     |

Poznámky
- Statistiky jsou ze všech soutěžních utkání, tj. z ligy, poháru, i evropských pohárů.
- V posledním sloupci uveden celkový počet odehraných soutěžních zápasů za Spartu v kariéře.
- Kurzívou mají číslo hráči, kteří odešli v průběhu sezony.
- Tomáš Čvančara hrál v EKL s číslem 57, jelikož číslo 7 bylo pro evropské poháry zabrané Mobergem Karlssonem
- Na B-soupisce pro základní skupinu EL se nacházejí také:[8]
  - Brankář: 40 Kotek, 49 Tůma, 54 Benada
  - Obránce: 48 Suchomel, 51 Gelašvili
  - Záložník: 43 Holoubek, 50 Jonáš, 53 Ambler, 55 Pudhorocký, 56 Ryneš, 58 Šilhart, 59 Šimáček
  - Útočník: 45 Kozák, 46 Sejk, 47 Schánělec, 52 Patrák
    - Na soupice pro předkola LM se nacházel i 42 Okeke[9]

### Příchody
Letní přestupy
| Pozice | Nár.      | Hráč                 | Datum narození a věk        | Předchozí tým        | Pozn.           |
| ------ | --------- | -------------------- | --------------------------- | -------------------- | --------------- |
| Z      | Česko     | Jakub Pešek          | 24. června 1993 (31 let)    | FC Slovan Liberec    | Přestup         |
| O      | Dánsko    | Casper Højer Nielsen | 20. listopadu 1994 (30 let) | Aarhus GF            | Přestup         |
| Z      | Slovensko | Lukáš Haraslín       | 26. května 1996 (28 let)    | US Sassuolo Calcio   | Hostování       |
| B      | Slovensko | Dominik Holec        | 28. července 1994 (30 let)  | Raków Częstochowa    | Konec hostování |
| Z      | Česko     | Vojtěch Patrák       | 18. března 2000 (25 let)    | FC Vysočina Jihlava  | Konec hostování |
| Ú      | Česko     | Václav Drchal        | 25. července 1999 (25 let)  | FK Mladá Boleslav    | Konec hostování |
| Ú      | Česko     | Matěj Pulkrab        | 23. května 1997 (27 let)    | Bohemians Praha 1905 | Konec hostování |

Zimní přestupy
| Pozice | Nár.  | Hráč           | Datum narození a věk    | Předchozí tým | Pozn.   |
| ------ | ----- | -------------- | ----------------------- | ------------- | ------- |
| Ú      | Česko | Tomáš Čvančara | 13. srpna 2000 (24 let) | FK Jablonec   | Přestup |

### Odchody
Letní přestupy
| Pozice | Nár.   | Hráč             | Datum narození a věk      | AC Sparta Praha | AC Sparta Praha | Nový tým              | Pozn.         |
| Pozice | Nár.   | Hráč             | Datum narození a věk      | Z               | G               | Nový tým              | Pozn.         |
| ------ | ------ | ---------------- | ------------------------- | --------------- | --------------- | --------------------- | ------------- |
| O      | Česko  | Ondřej Zahustel  | 18. června 1991 (33 let)  | 80              | 6               | FK Mladá Boleslav „B“ | Konec smlouvy |
| O      | Srbsko | Uroš Radaković   | 31. března 1994 (30 let)  | 34              | 2               | PFK Arsenal Tula      | Konec smlouvy |
| Ú      | Česko  | Libor Kozák      | 30. května 1989 (35 let)  | 54              | 22              | Puskás Akadémia FC    | Konec smlouvy |
| Ú      | Srbsko | Srđan Plavšić    | 3. prosince 1995 (29 let) | 101             | 10              | SK Slavia Praha       | Konec smlouvy |
| O      | Česko  | Dominik Plechatý | 18. května 1999 (25 let)  | 21              | 0               | FK Mladá Boleslav     | Hostování     |
| O      | Česko  | Matěj Hanousek   | 2. června 1993 (31 let)   | 80              | 3               | Wisla Krakov          | Hostování     |
| O      | Česko  | David Lischka    | 15. srpna 1997 (27 let)   | 25              | 0               | FC Baník Ostrava      | Hostování     |
| Z      | Česko  | Michal Trávník   | 17. května 1994 (30 let)  | 60              | 0               | Kasımpaşa SK          | Hostování     |
| Ú      | Česko  | Ondřej Novotný   | 5. února 1998 (27 let)    | 4               | 0               | FC Slovan Liberec     | Hostování     |

Zimní přestupy
| Pozice | Nár.    | Hráč                  | Datum narození a věk       | AC Sparta Praha | AC Sparta Praha | Nový tým           | Pozn.     |
| Pozice | Nár.    | Hráč                  | Datum narození a věk       | Z               | G               | Nový tým           | Pozn.     |
| ------ | ------- | --------------------- | -------------------------- | --------------- | --------------- | ------------------ | --------- |
| Ú      | Švédsko | David Moberg Karlsson | 20. března 1994 (30 let)   | 96              | 26              | Urawa Red Diamonds | Přestup   |
| O      | Norsko  | Andreas Vindheim      | 4. srpna 1995 (29 let)     | 60              | 3               | FC Schalke 04      | Hostování |
| Ú      | Česko   | Václav Drchal         | 25. července 1999 (25 let) | 26              | 9               | Dynamo Drážďany    | Hostování |

## Liga

### Přehled
| 0        | 1 | 2 | 3 | 4 | 5 | 6 | 7 | 8 | 9 | 10 | 11 | 12 | 13 | 14 | 15 | 16 | 17 | 18 | 19 | 20 | 21 | 22 | 23 | 24 | 25 | 26 | 27 | 28 | 29 | 30 |
| -------- | - | - | - | - | - | - | - | - | - | -- | -- | -- | -- | -- | -- | -- | -- | -- | -- | -- | -- | -- | -- | -- | -- | -- | -- | -- | -- | -- |
| Výsledek | D | V | D | V | D | D | V | D | V | D  | V  | D  | V  | D  | V  | D  | V  | D  | V  |    |    |    |    |    |    |    |    |    |    |    |
| Pozice   | 1 | 1 | 1 | 2 | 2 | 1 | 2 | 3 | 3 | 2  | 2  | 2  | 4  | 3  | 4  | 3  | 3  | 3  | 3  |    |    |    |    |    |    |    |    |    |    |    |

### Zápasy

#### Podzimní část
| 1 24. července 2021 | AC Sparta Praha | 3 : 2  | SK Sigma Olomouc                                                                         | Letná, Praha                                                                                        |  |
| 19:00 | Lukáš Štetina 8' David Moberg Karlsson 12' (pen.) David Moberg Karlsson 57' (Dočkal) Ladislav Krejčí II 64' Tomáš Wiesner 66' Roman Hubník 78' (vl.) David Pavelka 85' Florin Niță 90'+3' | [ 10 ] | 5' Kryštof Daněk (Hála) 85' Jan Sedlák 85' David Vaněček 90'+2' Pablo González (Vaněček) | Diváci: 7 235 Rozhodčí: Pavel Orel AR: Jan Paták, Marek Podaný VAR: Jiří Adam AVAR: Jakub Hrabovský |  |
| Poznámky: AC Sparta Praha: Niță – Højer, Krejčí II, Štetina, Wiesner – Pavelka, Sáček (74. Souček) – Pešek (90.+4. Panák), Dočkal (C) (83. Karabec), Karlsson (74. Krejčí I) – Hložek (83. Juliš). Trenér Vrba SK Sigma Olomouc: Macík – Zmrzlý (81. Šíp), Beneš, Hubník (C), Látal (68. Poulolo) – Breite, Sedlák – Hála (55. Zahradníček), Daněk (55. González), Matoušek (68. Vaněček) – Růsek. Trenér Jílek | |        |                                                                                          | |  |

| 2 31. července 2021 | FC Slovan Liberec                                                      | 0 : 5  | AC Sparta Praha | Stadion U Nisy, Liberec                                                                                   |  |
| 19:00 | Theodor Gebre Selassie 28' Theodor Gebre Selassie 52' Matěj Chaluš 65' | [ 11 ] | 25' Jakub Pešek (Wiesner) 62' Adam Hložek (Karabec) 66' (pen.) Adam Karabec 70' Ladislav Krejčí I (Souček) 79' Filip Souček (Krejčí I) | Diváci: 5 000 Rozhodčí: Ondřej Berka AR: Tomáš Mokrusch, Matěj Vlček VAR: Ondřej Pechanec AVAR: Jiří Kříž |  |
| Poznámky: AC Sparta Praha: Niță – Polidar, Hancko, Panák, Wiesner (74. Vindheim) – Sáček (55. Souček), Pavelka – Pešek (74. Karlsson), Dočkal (C) (61. Karabec), Krejčí I – Juliš (61. Hložek). Trenér Vrba FC Slovan Liberec: Knobloch – Mikula (C), Pourzitidis (74. Kranthove), Chaluš, Fukala – Matoušek (57. Gembický), Michal, Faško (81. Lehoczki), Gebre Selassie, Koscelník (74. Nečas) – Rondić (74. Mészáros). Trenér Hoftych |                                                                        |        | | |  |

| 3 7. srpna 2021 | AC Sparta Praha                                    | 2 : 0  | MFK Karviná      | Letná, Praha                                                                                              |  |
| 16:00 | (Hancko) Adam Hložek 23' (Pešek) David Pavelka 78' | [ 12 ] | 72' Lukáš Čmelík | Diváci: 5 136 Rozhodčí: Petr Hocek AR: Kamil Hájek, Petr Antoníček VAR: Tomáš Klíma AVAR: Jakub Hrabovský |  |
| Poznámky: AC Sparta Praha: Niță – Polidar, Hancko, Vitík, Wiesner – Souček (68. Pavelka), Sáček – Pešek, Dočkal (C) (46. Karabec), Karlsson (61. Minčev) – Hložek (86. Pulkrab). Trenér Vrba MFK Karviná: Neuman – Bartošák (C), Dramé, Buchta (70. Tavares), Santos, Křapka – Qose, Mangabeira (70. Stropek) – Sinjavskij (56. Jurásek), Svoboda (56. Papadopulos), Čmelík (82. Mikuš). Trenér Weber |                                                    |        |                  | |  |

| 4 14. srpna 2021 | Bohemians Praha 1905                          | 1 : 1  | AC Sparta Praha              | Ďolíček, Praha                                                                                   |  |
| 19:00 | (Puškáč) Martin Dostál 45'+2' Tomáš Necid 82' | [ 13 ] | 55' David Pavelka (Karlsson) | Diváci: 3 905 Rozhodčí: Ondřej Pechanec AR: Jan Paták, Adam Horák VAR: Jiří Adam AVAR: Jiří Kříž |  |
| Poznámky: AC Sparta Praha: Niță – Polidar, Hancko, Štetina, Wiesner – Sáček, Pavelka (C) (76. Souček) – Pešek, Karabec (65. Pulkrab), Karlsson (76. Minčev) – Hložek. Trenér Vrba Bohemians Praha 1905: Le Giang – Vondra, Köstl, Bederka, Dostál (C) – Kovařík, Hronek (83. Bartek), Ljovin (83. Krch), Květ (58. Vacek) – Puškáč (69. Necid), Keita (58. Chramosta). Trenér Klusáček |                                               |        |                              |                                                                                                  |  |

| 5 21. srpna 2021 | AC Sparta Praha                                                                               | 4 : 0  | FC Hradec Králové                                                              | Letná, Praha                                                                                           |  |
| 19:00 | (Wiesner) Adam Hložek 54' (Hložek) Jakub Pešek 67' Matěj Polidar 72' (Drchal) Jakub Pešek 88' | [ 14 ] | 18' Jan Král 34' Petr Kodeš 55' Denis Donát 68' Štěpán Harazim 84' Erik Prekop | Diváci: 6 263 Rozhodčí: Jan Machálek AR: Jiří Kříž, Dan Vodrážka VAR: Pavel Franěk AVAR: Jana Adámková |  |
| Poznámky: AC Sparta Praha: Niță – Polidar, Hancko, Panák, Wiesner (85. Gabriel) – Pavelka (C), Sáček – Pešek, Hložek (85. Souček), Karabec (59. Karlsson) – Pulkrab (76. Drchal). Trenér Vrba FC Hradec Králové: Fendrich – Urma (90.+3. Klíma), Král, Donát, Mejdr – Rada (76. Soukeník), Kodeš – Vlkanova (C) (76. Vašulín), Rezek (61. Prekop), Harazim – Kubala (61. Dvořák). Trenér Koubek |                                                                                               |        |                                                                                | |  |

| 6 28. srpna 2021 | AC Sparta Praha                             | 1 : 0  | SK Dynamo České Budějovice                                                                               | Letná, Praha                                                                                                 |  |
| 19:00 | (Karlsson) Dávid Hancko 38' Filip Panák 88' | [ 15 ] | 25' David Horejš (mimo hřiště) 68' Pavel Novák 83' Michal Škoda 85' Maksym Talovierov 88' Ondřej Mihálik | Diváci: 6 363 Rozhodčí: Pavel Franěk AR: Jakub Hrabovský, Martin Leška VAR: Ondřej Berka AVAR: Václav Štěrba |  |
| Poznámky: AC Sparta Praha: Niță – Polidar (19. Souček), Hancko, Panák, Wiesner – Sáček, Pavelka (C) – Pešek, Hložek, Karlsson (90. Minčev) – Pulkrab (57. Karabec). Trenér Vrba SK Dynamo České Budějovice: Šípoš (C) – Novák, Králik (C), Talovierov, Sladký – Hellebrand (82. Vais), Čavoš – Mihálik, Hora, Brandner (61. Tolno) – Bassey (65. Škoda). Trenér Horejš |                                             |        | | |  |

| 7 11. září 2021 | FC Viktoria Plzeň | 3 : 2  | AC Sparta Praha                                                                          | Doosan Arena, Plzeň                                                                                    |  |
| 19:00 | Jhon Mosquera 16' Jean-David Beauguel 18' Dominik Janošek 29' (Bucha) Jhon Mosquera 32' (Kopic) Jan Sýkora 57' Radim Řezník 64' Matěj Hybš 90'+3' | [ 16 ] | 41' David Moberg Karlsson (Hložek) 66' David Pavelka 83' Lukáš Štetina 87' Václav Drchal | Diváci: 10 584 Rozhodčí: Ondřej Berka AR: Ivo Nádvorník, Jiří Kříž VAR: Pavel Orel AVAR: Václav Štěrba |  |
| Poznámky: AC Sparta Praha: Niță – Hancko, Panák (62. Karabec), Štetina, Wiesner – Sáček (77. Drchal), Pavelka (C) – Pešek (85. Polidar), Souček, Karlsson (62. Haraslín) – Hložek. Trenér Vrba FC Viktoria Plzeň: Staněk – Havel, Hejda (C), Kaša, Řezník – Janošek (90.+3. Pernica), Bucha – Mosquera (83. Hybš), Sýkora (73. Čermák), Kopic (73. Šulc) – Beauguel (83. Chorý). Trenér Bílek | |        |                                                                                          | |  |

| 8 19. září 2021 | AC Sparta Praha                                                                                                  | 1 : 1  | FK Jablonec | Letná, Praha                                                                                                 |  |
| 16:00 | (Haraslín) Václav Drchal 4' David Pavelka 34' Andreas Vindheim 52' David Moberg Karlsson 77' Adam Karabec 90'+2' | [ 17 ] | 6' Jaroslav Zelený 15' Tomáš Čvančara 20' Miloš Kratochvíl 44' Jan Krob 48' Tomáš Čvančara (Krob) 53' Vojtěch Kubista 72' David Houska 76' Jakub Považanec 86' Tomáš Malínský | Diváci: 8 115 Rozhodčí: Pavel Orel AR: Petr Caletka, Petr Antoníček VAR: Václav Štěrba AVAR: Jakub Hrabovský |  |
| Poznámky: AC Sparta Praha: Niță – Wiesner, Hancko, Čelůstka, Vindheim – Sáček (89. Souček), Pavelka (C) – Haraslín, Hložek, Pešek (56. Karlsson) – Drchal (61. Karabec). Trenér Vrba FK Jablonec: Hanuš – Krob, Zelený, Kubista, Holík – Považanec (C) (80. Martinec) – Pilař (80. Vaníček), Kratochvíl, Houska, Pleštil (55. Malínský) – Čvančara (60. Nešpor). Trenér Rada | |        | | |  |

| 9 25. září 2021 | FC Fastav Zlín | 2 : 5  | AC Sparta Praha | Letná, Zlín                                                                                           |  |
| 19:00 | Vachtang Čanturišvili 18' Robert Hrubý 22' (Vraštil) Dominik Simerský 41' David Tkáč 45'+2' Lukáš Vraštil 68' Martin Cedidla 78' (Jawo) Tomáš Poznar 90' | [ 18 ] | 8' Ondřej Čelůstka (Pešek) 45'+1' Filip Panák (Čelůstka) 57' Jakub Pešek (Hložek) 76' Adam Hložek 81' (vl.) Dominik Simerský 90'+1' Martin Minčev (Hložek) | Diváci: 4 520 Rozhodčí: Jan Machálek AR: Jakub Hrabovský, Jan Hurych VAR: Jiří Adam AVAR: Matěj Vlček |  |
| Poznámky: AC Sparta Praha: Niță – Hancko, Čelůstka, Panák, Wiesner – Sáček, Pavelka (C) – Haraslín (88. Karlsson), Hložek, Pešek (88. Vindheim) – Drchal (64. Souček, 71. Minčev). Trenér Vrba FC Fastav Zlín: Rakovan – Vraštil, Cedidla, Simerský, Fantiš – Conde – Čanturišvili (75. Nečas), Hrubý (84. Hrdlička), Tkáč (75. Jawo), Dramé (75. Janetzký) – Poznar (C). Trenér Jelínek | |        | | |  |

| 10 3. října 2021 | AC Sparta Praha | 1 : 0  | SK Slavia Praha | Letná, Praha                                                                                       |  |
| 19:00 | David Pavelka 38' Lukáš Haraslín 42' Bořek Dočkal 73' Michal Sáček 83' Florin Niță 90'+4' (mimo hřiště) Milan Heča 90'+7' | [ 19 ] | 28' Aiham Ousou 41' Aiham Ousou 45' Jan Kuchta 78' Michael Krmenčík 82' Alexander Bah 90'+1' Jindřich Trpišovský (mimo hřiště) 90'+5' Ibrahim Traoré 90'+7' Jan Bořil (mimo hřiště) | Diváci: 17 093 Rozhodčí: Ondřej Berka AR: Kamil Hájek, Jiří Kříž VAR: Pavel Franěk AVAR: Jiří Adam |  |
| Poznámky: 300. derby AC Sparta Praha: Niță – Hancko, Čelůstka, Panák, Wiesner – Sáček, Pavelka (C) – Haraslín (73. Polidar), Hložek (89. Pulkrab), Pešek – Minčev (65. Dočkal). Trenér Vrba SK Slavia Praha: Mandous – Bořil (C), Holeš, Ousou, Masopust (76. Traoré) – Samek (46. Stanciu), Ševčík – Schranz (76. Krmenčík), Lingr (65. Olayinka), Bah – Kuchta (62. Plavšić). Trenér Trpišovský | |        | | |  |

| 11 17. října 2021 | FK Pardubice                                                             | 2 : 4  | AC Sparta Praha                                                                                    | Ďolíček, Praha                                                                                                 |  |
| 19:00 | (Čelůstka) Cadu 55' Lukáš Červ 63' Martin Šejvl 76' (Cadu) David Huf 87' | [ 21 ] | 20' Martin Minčev (Hložek) 28' Tomáš Wiesner (Pešek) 45'+2' Martin Minčev 60' Jakub Pešek (Minčev) | Diváci: 3 537 Rozhodčí: Ondřej Pechanec AR: Ivo Nádvorník, Dan Vodrážka VAR: Václav Štěrba AVAR: Jaroslav Kubr |  |
| Poznámky: AC Sparta Praha: Niță – Hancko, Čelůstka, Panák, Wiesner – Haraslín (68. Polidar), Dočkal (C), Sáček, Pešek (85. Vindheim) – Hložek (78. Karabec) – Minčev (68. Pulkrab). Trenér Vrba FK Pardubice: Boháč – Čelůstka, Toml, Šejvl, Prosek – Červ – Cadu, Tischler, Solil (10. Vít, 75. Huf), Kostka (46. Matějka, 56. Lupač) – Chytil. Trenéři Krejčí a Novotný |                                                                          |        | | |  |

| 12 24. října 2021 | AC Sparta Praha                                                                                           | 1 : 0  | FK Mladá Boleslav                         | Letná, Praha                                                                                         |  |
| 19:00 | David Pavelka 43' Bořek Dočkal 75' Adam Karabec 79' Adam Hložek 90'+3' (mimo hřiště) Dominik Holec 90'+4' | [ 22 ] | 42' Marek Matějovský 90'+1' David Jurásek | Diváci: 7 544 Rozhodčí: Pavel Julínek AR: Petr Caletka, Adam Horák VAR: Pavel Franěk AVAR: Jiří Adam |  |
| Poznámky: AC Sparta Praha: Niță – Hancko, Čelůstka (68. Štetina), Panák, Wiesner – Dočkal (C) (85. Pulkrab), Pavelka – Haraslín (56. Karlsson), Hložek, Pešek – Minčev (56. Karabec). Trenér Vrba FK Mladá Boleslav: Šeda – Jurásek, Karafiát, Suchý, Douděra – Dancák, Matějovský (C) (61. Fila) – Ewerton (85. Mašek), Hlavatý, Ladra (61. Skalák) – Škoda. Trenér Jarolím | |        |                                           | |  |

| 13 31. října 2021 | FC Baník Ostrava                                                                                              | 2 : 2  | AC Sparta Praha                                                                                           | Městský stadion v Ostravě-Vítkovicích, Ostrava                                                             |  |
| 15:00 | Nemanja Kuzmanović 45'+2' (Kaloč) David Buchta 50' Jakub Pokorný 73' Daniel Tetour 88' (pen.) Yira Sor 90'+4' | [ 23 ] | 31' Jakub Pešek (Hložek) 45'+2' Ondřej Čelůstka 60' Dávid Hancko 66' Bořek Dočkal 72' (pen.) Dávid Hancko | Diváci: 14 572 Rozhodčí: Ondřej Berka AR: Ivo Nádvorník, Jan Paták VAR: Tomáš Kocourek AVAR: Jana Adámková |  |
| Poznámky: AC Sparta Praha: Niță – Hancko, Čelůstka, Panák, Wiesner – Sáček (59. Krejčí II), Pavelka – Haraslín (67. Minčev), Dočkal (C) (88. Pulkrab), Pešek – Hložek. Trenér Vrba FC Baník Ostrava: Budinský – Fleišman (C), Pokorný, Svozil, Juroška – Tetour, Kaloč (78. Budínský) – Buchta (90.+5. Potočný), Kuzmanović (73. Klíma), Ndefe (78. Sor) – Almási. Trenér Smetana | |        | | |  |

| 14 7. listopadu 2021 | AC Sparta Praha | 4 : 2  | FK Teplice                                                            | Letná, Praha                                                                                              |  |
| 19:00 | (Pešek) Ladislav Krejčí II 30' Ladislav Krejčí II 36' (Pešek) Dávid Hancko 39' (Hancko) Matěj Pulkrab 77' (Haraslín) Matěj Pulkrab 88' | [ 24 ] | 40' Matías Succar (Kodad) 48' Admir Ljevaković 79' (pen.) Jakub Mareš | Diváci: 5 617 Rozhodčí: Jan Machálek AR: Jaroslav Kubr, Jan Hurych VAR: Pavel Franěk AVAR: Lucie Ratajová |  |
| Poznámky: AC Sparta Praha: Niță – Hancko, Štetina, Panák, Wiesner (83. Vindheim) – Krejčí II, Sáček (72. Pavelka) – Haraslín, Dočkal (C) (72. Karabec), Pešek – Minčev (60. Pulkrab). Trenér Vrba FK Teplice: Grigar (C) – Vondrášek, Chaloupek, Mareček, Hyčka – Trubač, Ljevaković (57. Jukl) – Rezek (83. Moulis), Bulmaga (46. Krunert), Kodad – Succar (57. Mareš). Trenér Jarošík | |        |                                                                       | |  |

| 15 21. listopadu 2021 | 1. FC Slovácko | 4 : 0  | AC Sparta Praha                                                       | MFS Miroslava Valenty, Uherské Hradiště                                                                |  |
| 15:00 | (Kohút) Jan Kalabiška 16' (Reinberk) Václav Jurečka 43' (Jurečka) Daniel Holzer 57' Milan Petržela 64' Jan Kalabiška 73' (Daníček) Rigino Cicilia 85' | [ 25 ] | 40' Lukáš Štetina 50' David Pavelka 56' Matěj Pulkrab 78' Adam Hložek | Diváci: 7 701 Rozhodčí: Pavel Franěk AR: Adam Horák, Matěj Vlček VAR: Ondřej Berka AVAR: Ivo Nádvorník |  |
| Poznámky: AC Sparta Praha: Niță – Hancko, Štetina, Panák, Wiesner (21. Vindheim) – Krejčí II (58. Sáček), Pavelka (C) – Krejčí I (58. Dočkal), Hložek, Haraslín (79. Karlsson) – Minčev (46. Pulkrab). Trenér Vrba 1. FC Slovácko: Nguyen – Reinberk, Kadlec (C), Hofmann, Kalabiška – Havlík, Sadílek – Petržela (68. Navrátil), Kohút (63. Daníček), Holzer (79. Tomič) – Jurečka (79. Cicilia). Trenér Svědík | |        |                                                                       | |  |

| 16 28. listopadu 2021 | AC Sparta Praha | 2 : 1  | FC Slovan Liberec                                                       | Letná, Praha                                                                                               |  |
| 18:00 | (Sáček) Adam Karabec 5' David Moberg Karlsson 19' Lukáš Haraslín 56' (Krejčí II) Matěj Pulkrab 80' Ladislav Krejčí I 90'+2' | [ 26 ] | 33' Christián Frýdek (Rabušic) 44' Michal Fukala 68' Marios Pourzitidis | Diváci: 977 Rozhodčí: Ondřej Pechanec AR: Petr Caletka, Dan Vodrážka VAR: Ondřej Berka AVAR: Olga Zadinová |  |
| Poznámky: AC Sparta Praha: Holec – Hancko, Krejčí II, Panák, Wiesner – Sáček, Pavelka (C) – Haraslín (69. Krejčí I), Karabec (80. Dočkal), Karlsson (61. Pulkrab) – Hložek. Trenér Vrba FC Slovan Liberec: Knobloch – Mikula (C), Chaluš, Gebre Selassie – Fukala, Faško (65. Pourzitidis), Frýdek, Tiéhi (80. Michal), Koscelník (65. Tupta) – Rondić (72. Mészáros), Rabušic (72. Júsuf). Trenér Kozel | |        |                                                                         | |  |

| 17 4. prosince 2021 | MFK Karviná                                                            | 1 : 2  | AC Sparta Praha                                                                                        | Městský stadion, Karviná                                                                                     |  |
| 15:00 | Eduardo Santos 45'+3' Martin Šindelář 56' (Qose) Vlasij Sinjavskij 78' | [ 27 ] | 45'+3' Ladislav Krejčí II 60' Matěj Pulkrab (Hložek) 76' Lukáš Haraslín (Pulkrab) 90'+3' Matěj Pulkrab | Diváci: 1 000 Rozhodčí: Ondřej Berka AR: Ivo Nádvorník, Petr Antoníček VAR: Pavel Franěk AVAR: Olga Zadinová |  |
| Poznámky: AC Sparta Praha: Holec – Hancko, Krejčí II, Panák, Wiesner – Sáček, Pavelka (C) – Haraslín (87. Krejčí I), Karabec (52. Pulkrab), Karlsson (64. Dočkal) – Hložek. Trenér Vrba MFK Karviná: Bolek – Šehić, Santos, Šindelář, Křapka – Qose, Mangabeira (20. Stropek) – Bartošák (83. Nešický), Papadopulos (C) (83. Mikuš), Čmelík (65. Sinjavskij) – Durosinmi (46. Svoboda). Trenér Páník |                                                                        |        | | |  |

| 18 12. prosince 2021 | AC Sparta Praha | 5 : 1  | Bohemians Praha 1905                       | Letná, Praha                                                                                     |  |
| 18:00 | (Hancko) Matěj Pulkrab 15' (Hložek) Matěj Pulkrab 40' (Hložek) Matěj Pulkrab 42' (Pešek) David Pavelka 44' (Hložek) Dávid Hancko 53' | [ 28 ] | 60' Daniel Köstl 90'+1' Roman Květ (Necid) | Diváci: 1 000 Rozhodčí: Pavel Orel AR: Kamil Hájek, Jiří Kříž VAR: Jana Adámková AVAR: Jan Paták |  |
| Poznámky: AC Sparta Praha: Holec – Hancko, Krejčí II (59. Vitík), Panák, Wiesner – Dočkal (C), Pavelka (72. Souček) – Haraslín, Hložek (72. Karabec), Pešek (59. Krejčí I) – Pulkrab (82. Minčev). Trenér Vrba Bohemians Praha 1905: Le Giang – Vondra, Köstl, Jindřišek (C), Nový, Dostál (66. Fulnek) – Kovařík (46. Novák), Květ, Hronek (46. Bartek) – Puškáč (72. Koubek), Chramosta (82. Necid). Trenér Klusáček | |        |                                            |                                                                                                  |  |

| 19 18. prosince 2021 | FC Hradec Králové                                                                              | 0 : 1  | AC Sparta Praha                                                  | Městský stadion, Mladá Boleslav                                                                       |  |
| 18:00 | Daniel Vašulín 40' František Čech 59' Petr Kodeš 86' Michael Leibl 90'+2' Filip Novotný 90'+3' | [ 29 ] | 5' Matěj Polidar 41' Ladislav Krejčí II 75' Adam Hložek (Dočkal) | Diváci: 1 000 Rozhodčí: Petr Hocek AR: Adam Horák, Jan Paták VAR: Pavel Franěk AVAR: Jaroslav Poživil |  |
| Poznámky: AC Sparta Praha: Holec – Polidar (65. Krejčí I), Krejčí II, Vitík, Wiesner – Dočkal (C) (80. Souček), Pavelka – Haraslín (86. Minčev), Hložek, Pešek – Pulkrab (65. Sáček). Trenér Vrba FC Hradec Králové: Vízek – Leibl, Čech (79. Rada), Klíma – Novotný, Soukeník (85. Král), Kodeš, Mejdr – Vlkanova (73. Kubala), Vašulín, Prekop. Trenér Koubek |                                                                                                |        |                                                                  | |  |

#### Jarní část
| 20 5. února 2022 | SK Dynamo České Budějovice | 0 : 0  | AC Sparta Praha   | Střelecký ostrov, České Budějovice                                                                           |  |
| 18:00 | Jakub Hora 56'             | [ 30 ] | 71' David Pavelka | Diváci: 1 000 Rozhodčí: Dalibor Černý AR: Ivo Nádvorník, Marek Podaný VAR: Pavel Franěk AVAR: Lucie Ratajová |  |
| Poznámky: AC Sparta Praha: Holec – Polidar, Čelůstka, Panák, Wiesner – Krejčí II, Sáček (65. Pavelka) – Haraslín (90. Patrák), Dočkal (C) (75. Karabec), Pešek (75. Minčev) – Hložek. Trenér Vrba SK Dynamo České Budějovice: Šípoš – Skovajsa, Králik (C), Havel, Čolić – Valenta, Hora – Mršić (90. Vais), Škoda, van Buren – Mihálik (90.+2. Brandner). Trenér Horejš |                            |        |                   | |  |

| 21 13. února 2022 | AC Sparta Praha                                                            | 2 : 2  | FC Viktoria Plzeň                                                                                                  | Letná, Praha                                                                                                  |  |
| 18:00 | (Wiesner) David Pavelka 71' Dominik Holec 88' (Karabec) Adam Hložek 90'+1' | [ 31 ] | 20' Tomáš Chorý (Kalvach) 29' Jan Sýkora 52' Lukáš Hejda 53' Lukáš Hejda (Mosquera) 78' Michal Bílek (mimo hřiště) | Diváci: 1 000 Rozhodčí: Ondřej Berka AR: Jaroslav Kubr, Matěj Vlček VAR: Jana Adámková AVAR: Jaroslav Poživil |  |
| Poznámky: AC Sparta Praha: Holec – Hancko, Čelůstka, Panák, Wiesner – Sáček (68. Dočkal), Pavelka (C) – Haraslín (56. Krejčí I), Hložek, Pešek (56. Karabec) – Minčev (46. Čvančara). Trenér Vrba FC Viktoria Plzeň: Staněk – Sýkora, Hejda (C), Kaša, Havel – Kalvach, Bucha – Mosquera, Čermák (81. Káčer), Kopic (81. Šulc) – Chorý (64. Beauguel). Trenér Bílek |                                                                            |        | | |  |

| 22 20. února 2022 | FK Jablonec | odloženo | AC Sparta Praha | Střelnice, Jablonec nad Nisou |  |  |
|                   |             |          |                 |                               |  |  |
|                   |             |          |                 |                               |  |  |

| 23 27. února 2022 | AC Sparta Praha                                                                                | 2 : 0  | FC Fastav Zlín | Letná, Praha                                                                                              |  |
| 18:00 | (Haraslín) Tomáš Čvančara 47' Filip Souček 74' Ladislav Krejčí II 80' (Minčev) Jakub Pešek 87' | [ 33 ] | 5' Vukadin Vukadinović 16' Cheick Conde 61' Václav Procházka 77' Lukáš Vraštil 77' David Tkáč 90'+1' Martin Cedidla | Diváci: 7 279 Rozhodčí: Jan Machálek AR: Adam Horák, Jan Hurych VAR: Tomáš Kocourek AVAR: Jakub Hrabovský |  |
| Poznámky: AC Sparta Praha: Holec – Krejčí I, Hancko, Vitík, Wiesner – Souček, Krejčí II (C) – Hložek, Karabec (57. Dočkal), Haraslín (69. Pešek) – Čvančara (76. Minčev). Trenér Vrba FC Fastav Zlín: Rakovan – Cedidla, Vraštil, Procházka (C), Matejov – Hrubý (88. Hrdlička) – Hloušek (80. Nečas), Conde, Tkáč, Dramé (80. Fillo) – Vukadinović (80. Chwaszcz). Trenér Jelínek |                                                                                                |        | | |  |

| 24 6. března 2022    | SK Slavia Praha |  | AC Sparta Praha | Sinobo Stadium, Praha |  |
| 18:00                |                 |  |                 |                       |  |
| Poznámky: 302. derby |                 |  |                 |                       |  |

| 22 9. března 2022 | FK Jablonec |  | AC Sparta Praha | Střelnice, Jablonec nad Nisou |  |  |
| 18:30             |             |  |                 |                               |  |  |
|                   |             |  |                 |                               |  |  |

| 25 13. března 2022 | AC Sparta Praha |  | FK Pardubice | Letná, Praha |  |  |
| 18:00              |                 |  |              |              |  |  |
|                    |                 |  |              |              |  |  |

| 26 19./20. března 2022 | FK Mladá Boleslav |  | AC Sparta Praha | Městský stadion, Mladá Boleslav |  |  |
|                        |                   |  |                 |                                 |  |  |
|                        |                   |  |                 |                                 |  |  |

| 27 2./3. dubna 2022 | AC Sparta Praha |  | FC Baník Ostrava | Letná, Praha |  |  |
|                     |                 |  |                  |              |  |  |
|                     |                 |  |                  |              |  |  |

| 28 9./10. dubna 2022 | FK Teplice |  | AC Sparta Praha | Stadion Na Stínadlech, Teplice |  |  |
|                      |            |  |                 |                                |  |  |
|                      |            |  |                 |                                |  |  |

| 29 16. dubna 2022 | AC Sparta Praha |  | 1. FC Slovácko | Letná, Praha |  |  |
|                   |                 |  |                |              |  |  |
|                   |                 |  |                |              |  |  |

| 30 19. dubna 2022 | SK Sigma Olomouc |  | AC Sparta Praha | Andrův stadion, Olomouc |  |  |
|                   |                  |  |                 |                         |  |  |
|                   |                  |  |                 |                         |  |  |

## Pohár
| 3. kolo 22. září 2021 | SK Líšeň            | 0 : 3  | AC Sparta Praha                                                                      | Stadion SK Líšeň, Brno                                         |  |
| 16:00 | Bronislav Stáňa 74' | [ 34 ] | 14' Václav Drchal (Haraslín) 38' Václav Drchal (Souček) 88' Martin Minčev (Karlsson) | Diváci: 2 070 Rozhodčí: Petr Hocek AR: Jan Paták, Petr Caletka |  |
| Poznámky: AC Sparta Praha: Heča – Wiesner, Štetina (C), Panák, Vindheim – Karlsson (89. Sejk), Karabec (89. Ryneš), Sáček (80. Jonáš), Souček, Haraslín (64. Minčev) – Drchal. Trenér Vrba SK Líšeň: Veselý – Lutonský, Ševčík (C), Jeřábek, Pašek (66. Bednář) – Kučera (66. Burda) – Rolinek (76. Ulbrich), Matocha (81. Otrísal), Málek, Stáňa – Silný (76. Zikl). Trenér Kalvoda |                     |        |                                                                                      |                                                                |  |

| osmifinále 27. října 2021 | FK Teplice       | 0 : 2  | AC Sparta Praha                                                              | Stadion Na Stínadlech, Teplice                                        |  |
| 17:00 | Josef Švanda 18' | [ 35 ] | 19' (pen.) David Moberg Karlsson 39' Bořek Dočkal (Štetina) 90' Michal Sáček | Diváci: 3 412 Rozhodčí: Pavel Franěk AR: Lucie Ratajová, Dan Vodrážka |  |
| Poznámky: AC Sparta Praha: Holec – Polidar (46. Vindheim), Štetina, Vitík, Gabriel – Karabec, Sáček – Minčev (84. Ryneš), Dočkal (C), Karlsson (71. Haraslín) – Pulkrab (71. Drchal). Trenér Vrba FK Teplice: Grigar (C) – Vondrášek (56. Hasil), Chlumecký, Knapík, Švanda – Jukl, Mareček (69. Krunert) – Černý, Bulmaga (26. Hyčka), Kodad (56. Moulis) – Succar (69. Rezek). Trenér Jarošík |                  |        |                                                                              |                                                                       |  |

| čtvrtfinále 9. února 2022 | SK Slavia Praha                                        | 0 : 2  | AC Sparta Praha                                                     | Sinobo Stadium, Praha                                                                                   |  |
| 17:00 | Taras Kačaraba 12' Ivan Schranz 28' Taras Kačaraba 85' | [ 36 ] | 6' Martin Suchomel 10' Ladislav Krejčí II 26' Jakub Pešek (Wiesner) | Diváci: 1 000 Rozhodčí: Pavel Orel AR: Petr Caletka, Kamil Hájek VAR: Pavel Franěk AVAR: Lucie Ratajová |  |
| Poznámky: 301. derby AC Sparta Praha: Heča – Suchomel (46. Panák), Čelůstka (C), Vitík, Wiesner – Krejčí II, Sáček – Hložek (88. Pavelka), Karabec (79. Pulkrab), Pešek (88. Ryneš) – Minčev (63. Haraslín). Trenér Vrba SK Slavia Praha: Mandous – Plavšić (75. Tecl), Kačaraba, Ousou (70. Traoré), Bah – Hromada (46. Krmenčík), Holeš (C) – Olayinka, Ševčík (65. Madsen), Lingr (65. Sor) – Schranz. Trenér Trpišovský |                                                        |        |                                                                     | |  |

## Evropské poháry

### 2. předkolo Ligy mistrů
| 1. zápas 20. července 2021 | SK Rapid Vídeň | 2 : 1  | AC Sparta Praha                                                   | Allianz Stadion, Vídeň                                                    |  |
| 20:30 | Maxmilian Ullmann 23' Kevin Wimmer 33' Filip Stojković 41' (Arase) Christoph Knasmüllner 63' (Ljubičić) Christoph Knasmüllner 71' Srdjan Grahovac 86' | [ 37 ] | 3' Ladislav Krejčí II (Dočkal) 17' Lukáš Štetina 60' Dávid Hancko | Diváci: 19 500 Rozhodčí: Serdar Gözübüyük AR: Johan Balder, Rens Bluemink |  |
| Poznámky: AC Sparta Praha: Niță – Højer, Hancko, Štetina, Vindheim – Krejčí I (69. Pešek), Krejčí II, Pavelka, Wiesner (83. Karlsson) – Dočkal (C) (83. Karabec) – Hložek. Trenér Vrba SK Rapid Vídeň: Strebinger – Ullmann, Wimmer, Hofmann (C), Stojković – Grüll, Petrović (73. Grahovac), Ljubičić, Arase (64. Fountas) – Knasmüllner (87. Schick), Kara. Trenér Kühbauer | |        |                                                                   |                                                                           |  |

| odveta 28. července 2021 | AC Sparta Praha | 2 : 0  | SK Rapid Vídeň                                                             | Letná, Praha                                                         |  |
| 20:30 | David Moberg Karlsson 16' (pen.) (Hložek) Jakub Pešek 81' Bořek Dočkal 89' (mimo hřiště) Pavel Vrba 89' Tomáš Wiesner 90'+6' | [ 38 ] | 15' Richard Strebinger 17' Dietmar Kühbauer (mimo hřiště) 89' Kevin Wimmer | Diváci: 9 000 Rozhodčí: Bobby Madden AR: Graeme Stewart, David Roome |  |
| Poznámky: AC Sparta Praha: Niță – Højer (62. Polidar), Hancko, Štetina, Wiesner – Karlsson (77. Krejčí I), Dočkal (C), Krejčí II, Pavelka (34. Sáček), Pešek – Hložek. Trenér Vrba SK Rapid Vídeň: Strebinger – Ullmann, Wimmer, Greiml (59. Dibon), Stojković (C) – Grüll, Petrović (86. Auer), Schuster, Arase (78. Schick) – Kara (78. Knasmüllner), Fountas. Trenér Kühbauer | |        |                                                                            |                                                                      |  |

- Celkem 3:2; postupuje  AC Sparta Praha

### 3. předkolo Ligy mistrů
| 1. zápas 3. srpna 2021 | AC Sparta Praha                     | 0 : 2  | AS Monaco FC | Letná, Praha                                                                  |  |
| 19:00 | Matěj Polidar 17' David Pavelka 34' | [ 39 ] | 5' Youssouf Fofana 22' Benoît Badiashile 37' Aurélien Tchouaméni (Golovin) 59' Kevin Volland (Diop) 83' Aurélien Tchouaméni | Diváci: 10 533 Rozhodčí: Michael Oliver AR: Lee Betts, Constantine Hatzidakis |  |
| Poznámky: AC Sparta Praha: Niță – Polidar (77. Vindheim), Hancko, Panák, Wiesner – Pešek, Dočkal (C) (60. Karabec), Sáček, Pavelka, Karlsson (46. Juliš) – Hložek. Trenér Vrba AS Monaco FC: Nübel – Henrique, Disasi, Badiashile, Aguilar – Golovin (76. Jakobs), Tchouaméni, Fofana, Martins (88. Musaba) – Volland (76. Fàbregas), Ben Yedder (C) (57. Diop). Trenér Kovač |                                     |        | |                                                                               |  |

| odveta 10. srpna 2021 | AS Monaco FC | 3 : 1  | AC Sparta Praha                                                        | Stade Louis II., Monako                                                         |  |
| 20:00 | Aurélien Tchouaméni 49' (Volland) Gelson Martins 50' (Ben Yedder) Alexandr Golovin 56' (Jakobs) Sofiane Diop 81' | [ 40 ] | 5' Tomáš Wiesner 78' David Moberg Karlsson (Pavelka) 88' Matěj Pulkrab | Diváci: 5 476 Rozhodčí: Daniele Orsato AR: Fabiano Preti, Alessandro Giallatini |  |
| Poznámky: AC Sparta Praha: Niță – Polidar, Hancko, Panák, Wiesner (84. Gabriel) – Karabec (84. Patrák), Pavelka (C), Sáček (59. Pulkrab), Souček, Pešek (66. Karlsson) – Hložek (66. Minčev). Trenér Vrba AS Monaco FC: Nübel – Henrique (60. Jakobs), Badiashile, Disasi, Sidibé – Golovin (60. Diop), Fofana, Tchouaméni (61. Matazo), Martins (61. Diatta) – Volland (67. Fàbregas), Ben Yedder (C). Trenér Kovač | |        |                                                                        |                                                                                 |  |

- Celkem 1:5; postupuje  AS Monaco FC →  AC Sparta Praha padá do základní skupiny Evropské ligy

### Základní skupina Evropské ligy
| 1 16. září 2021 | Brøndby IF                                                                    | 0 : 0  | AC Sparta Praha                         | Brøndby Stadium, Brøndby |  |
| 21:00 | Sigurd Rosted 45'+2' Andrija Pavlović 85' (mimo hřiště) Niels Frederiksen 87' | [ 41 ] | 45'+2' Filip Souček 60' Ondřej Čelůstka | Diváci: 18 867 Rozhodčí: Aleksandar Stavrev AR: Dejan Kostadinov, Kushtrim Lika VAR: Paweł Raczkowski AVAR: Marcin Borkowski |  |
| Poznámky: AC Sparta Praha: Niță – Polidar (38. Vindheim), Hancko, Čelůstka, Wiesner – Sáček (90. Drchal), Pavelka (C), Souček – Pešek, Hložek, Haraslín (64. Karlsson). Trenér Vrba Brøndby IF: Hermansen – Tshiembe, Maxsø (C), Rosted (75. Børkeeiet) – Mensah (85. Gammelby), Slimane (69. Cappis), Radošević, Frendrup, Bruus – Hedlund (75. Pavlović), Uhre (69. Divković). Trenér Frederiksen |                                                                               |        |                                         | |  |

| 2 30. září 2021 | AC Sparta Praha                                               | 1 : 0  | Rangers FC                                         | Letná, Praha |  |
| 18:45 | (Pešek) Dávid Hancko 29' Tomáš Wiesner 43' Lukáš Haraslín 71' | [ 42 ] | 42' Glen Kamara 67' Fashion Sakala 74' Glen Kamara | Diváci: 10 879 Rozhodčí: Ali Palabıyık AR: Ceyhun Sesigüzel, Serkan Olguncan VAR: Abdulkadir Bitigen AVAR: Halis Özkahya |  |
| Poznámky: AC Sparta Praha: Niță – Hancko, Čelůstka, Panák, Wiesner – Pavelka (C), Sáček – Pešek, Hložek (90. Dočkal), Haraslín (75. Karlsson) – Minčev (69. Drchal). Trenér Vrba Rangers FC: McGregor – Barišić, Balogun, Bassey, Tavernier (C) – Kamara, Bacuna (38. Hagi), Davis – Aribo (77. Lundstram), Sakala, Roofe (66. Morelos). Trenér Gerrard |                                                               |        |                                                    | |  |

| 3 21. října 2021 | AC Sparta Praha | 3 : 4  | Olympique Lyon | Letná, Praha                                                                                              |  |
| 21:00 | (Minčev) Lukáš Haraslín 4' (Minčev) Lukáš Haraslín 19' Lukáš Haraslín 59' David Pavelka 80' (Hancko) Ladislav Krejčí II 90'+6' | [ 45 ] | 25' Henrique 42' Karl Toko Ekambi (Boateng) 52' Malo Gusto 53' Houssem Aouar 59' Jérôme Boateng 62' Karl Toko Ekambi 63' Léo Dubois (mimo hřiště) 67' Lucas Paquetá (Toko Ekambi) 68' Lucas Paquetá 74' Malo Gusto 85' Thiago Mendes 88' Karl Toko Ekambi (Guimarães) | Diváci: 12 427 Rozhodčí: Matej Jug AR: Matej Žunič, Robert Vukan VAR: Slavko Vinčić AVAR: Jure Praprotnik |  |
| Poznámky: AC Sparta Praha: Niță – Hancko, Čelůstka, Panák, Wiesner – Pavelka (C) (84. Karabec), Sáček (73. Krejčí II) – Haraslín, Hložek, Pešek (84. Polidar) – Minčev (63. Dočkal). Trenér Vrba Olympique Lyon: Lopes – Henrique (46. Emerson), Boateng (69. Diomandé), Denayer, Gusto – Mendes, Aouar (C) (90.+4. Caqueret), Guimarães – Toko Ekambi, Kadewere (46. Paquetá), Shaqiri (75. Dubois). Trenér Bosz | |        | | |  |

| 4 4. listopadu 2021 | Olympique Lyon                                                                   | 3 : 0  | AC Sparta Praha                             | Parc Olympique Lyonnais, Lyon                                                                                            |  |
| 18:45 | Islám Slimaní 61' (Caqueret) Islám Slimaní 63' (Barcola) Karl Toko Ekambi 90'+2' | [ 46 ] | 40' Andreas Vindheim 63' Ladislav Krejčí II | Diváci: 33 934 Rozhodčí: Maurizio Mariani AR: Daniele Bindoni, Alberto Tegoni VAR: Massimiliano Irrati AVAR: Marco Guida |  |
| Poznámky: AC Sparta Praha: Niță – Hancko, Čelůstka (7. Vindheim), Panák, Wiesner – Haraslín (82. Karabec), Sáček (68. Dočkal), Krejčí II, Pavelka (C), Pešek (68. Pulkrab) – Minčev. Trenér Vrba Olympique Lyon: Lopes – Henrique, Denayer, Da Silva, Diomandé – Caqueret (69. Guimarães), Shaqiri, Mendes – Aouar (C) (69. Toko Ekambi), Slimaní (69. Paquetá), Cherki (81. Barcola). Trenér Bosz |                                                                                  |        |                                             | |  |

| 5 25. listopadu 2021 | Rangers FC                                                                      | 2 : 0  | AC Sparta Praha          | Ibrox Stadium, Glasgow                                                                                               |  |
| 21:00 | (Hagi) Alfredo Morelos 15' Ianis Hagi 45' Alfredo Morelos 49' Borna Barišić 57' | [ 47 ] | 45'+1' Ladislav Krejčí I | Diváci: 48 370 Rozhodčí: Danny Makkelie AR: Hessel Steegstra, Jan de Vries VAR: Pol van Boekel AVAR: Jochem Kamphuis |  |
| Poznámky: AC Sparta Praha: Holec – Hancko, Krejčí II, Panák, Wiesner – Pavelka (C), Sáček – Krejčí I (58. Karabec), Hložek (84. Pulkrab), Haraslín (58. Karlsson) – Minčev (58. Dočkal). Trenér Vrba Rangers FC: McGregor – Barišić, Bassey, Goldson, Tavernier (C) – Davis (89. Lundstram), Kamara – Kent (80. Sakala), Hagi (66. Patterson), Aribo (81. Arfield) – Morelos. Trenér van Bronckhorst |                                                                                 |        |                          | |  |

| 6 9. prosince 2021 | AC Sparta Praha                                                                                         | 2 : 0  | Brøndby IF                                                                           | Letná, Praha                                                                                     |  |
| 18:45 | Dávid Hancko 43' Tomáš Wiesner 47' Matěj Pulkrab 48' Adam Hložek 49' Filip Souček 51' Tomáš Wiesner 57' | [ 48 ] | 6' Anis Slimane 47' Blas Riveros 48' Andreas Maxsø 75' Anis Slimane 88' Jagvir Singh | Diváci: 976 Rozhodčí: Craig Pawson AR: Lee Betts, Ian Hussin VAR: Peter Bankes AVAR: Neil Davies |  |
| Poznámky: AC Sparta Praha: Holec – Hancko, Krejčí II, Panák, Wiesner – Souček, Pavelka (C) – Haraslín (86. Minčev), Hložek, Pešek (69. Krejčí I) – Pulkrab (60. Vindheim). Trenér Vrba Brøndby IF: Hermansen – Rosted, Maxsø (C), Heggheim (46. Greve) – Riveros (61. Bruus), Slimane, Radošević (61. Cappis), Frendrup, Mensah – Uhre (80. Kvistgaarden), Hedlund (72. Singh). Trenér Frederiksen | |        |                                                                                      |                                                                                                  |  |

| Poř. | Tým             | Z | V | R | P | VG | OG | B  |
| ---- | --------------- | - | - | - | - | -- | -- | -- |
| 1.   | Olympique Lyon  | 6 | 5 | 1 | 0 | 16 | 5  | 16 |
| 2.   | Rangers FC      | 6 | 2 | 2 | 2 | 6  | 5  | 8  |
| 3.   | AC Sparta Praha | 6 | 2 | 1 | 3 | 6  | 9  | 7  |
| 4.   | Brøndby IF      | 6 | 0 | 2 | 4 | 2  | 11 | 2  |

|  | Postup do osmifinále Evropské ligy                    |
|  | Postup do předkola play-off Evropské ligy             |
|  | Postup do předkola play-off Evropské konferenční ligy |

### Předkolo play-off Evropské konferenční ligy
| 1. zápas 17. února 2022 | AC Sparta Praha                       | 0 : 1  | FK Partizan                                                                       | Letná, Praha                                                            |  |
| 21:00 | Adam Hložek 67' Ladislav Krejčí I 90' | [ 49 ] | 32' Lazar Marković 78' Queensy Menig (Zdjelar) 90' Nikola Terzić 90' Igor Vujačić | Diváci: 1 000 Rozhodčí: Andreas Ekberg AR: Mehmet Culum, Fredrik Klyver |  |
| Poznámky: AC Sparta Praha: Holec – Hancko, Čelůstka (79. Panák), Vitík, Suchomel – Karabec (57. Haraslín), Pavelka (C), Sáček – Hložek, Čvančara (66. Dočkal), Pešek (66. Krejčí I). Trenér Vrba FK Partizan: Popović – Urošević, Miletić, Vujačić, Miljković (58. Živković) – Zdjelar, Jojić – Menig (83. Terzić), Natkho (46. Jevtović), Marković (C) (63. Jović) – Gomes (64. Milanović). Trenér Stanojević |                                       |        |                                                                                   |                                                                         |  |

| odveta 24. února 2022 | FK Partizan | 2 : 1  | AC Sparta Praha                                                                         | Stadion FK Partizan, Bělehrad                                               |  |
| 18:45 | Ricardo Gomes 6' (Zdjelar) Ricardo Gomes 7' (Jojić) Ricardo Gomes 24' Nemanja Miletić 46' Ricardo Gomes 66' Slobodan Urošević 85' Aleksandar Popović 90'+1' Filip Holender 90'+3' Marko Jevtović 90'+4' | [ 50 ] | 35' Ladislav Krejčí II 48' Tomáš Čvančara 85' Adam Hložek (Hancko) 90'+4' Tomáš Wiesner | Diváci: 13 864 Rozhodčí: Georgi Kabakov AR: Martin Margaritov, Diyan Valkov |  |
| Poznámky: AC Sparta Praha: Holec – Hancko, Vitík, Panák, Wiesner – Krejčí II (C), Sáček (62. Dočkal) – Haraslín (70. Karabec), Hložek, Pešek (46. Minčev) – Čvančara (62. Krejčí I). Trenér Vrba FK Partizan: Popović – Urošević, Sanicanin, Vujačić, Miletić – Zdjelar, Jojić (77. Terzić) – Natkho (61. Jevtović) – Menig (77. Holender), Gomes, Marković (C) (61. Jović). Trenér Stanojević | |        |                                                                                         |                                                                             |  |

- Celkem 1:3; postupuje  FK Partizan →  AC Sparta Praha končí

## Statistiky

### Góly
| Gól | Hráč                   | Liga | P | EP |
| --- | ---------------------- | ---- | - | -- |
| 9   | Jakub Pešek            | 7    | 1 | 1  |
| 8   | Adam Hložek            | 6    | 0 | 2  |
| 7   | Matěj Pulkrab          | 7    | 0 | 0  |
| 6   | Dávid Hancko           | 4    | 0 | 2  |
| 5   | Ladislav Krejčí (1999) | 2    | 1 | 2  |
| 5   | David Moberg Karlsson  | 2    | 1 | 2  |
| 4   | David Pavelka          | 4    | 0 | 0  |
| 4   | Martin Minčev          | 3    | 1 | 0  |
| 4   | Václav Drchal          | 2    | 2 | 0  |
| 4   | Lukáš Haraslín         | 2    | 0 | 2  |
| 2   | Adam Karabec           | 2    | 0 | 0  |
| 1   | Ondřej Čelůstka        | 1    | 0 | 0  |
| 1   | Tomáš Čvančara         | 1    | 0 | 0  |
| 1   | Ladislav Krejčí (1992) | 1    | 0 | 0  |
| 1   | Filip Panák            | 1    | 0 | 0  |
| 1   | Matěj Polidar          | 1    | 0 | 0  |
| 1   | Filip Souček           | 1    | 0 | 0  |
| 1   | Tomáš Wiesner          | 1    | 0 | 0  |
| 1   | Bořek Dočkal           | 0    | 1 | 0  |

### Asistence
| A  | Hráč                   | Liga | P | EP |
| -- | ---------------------- | ---- | - | -- |
| 11 | Adam Hložek            | 10   | 0 | 1  |
| 7  | Jakub Pešek            | 6    | 0 | 1  |
| 5  | Dávid Hancko           | 3    | 0 | 2  |
| 4  | Lukáš Haraslín         | 3    | 1 | 0  |
| 4  | Tomáš Wiesner          | 3    | 1 | 0  |
| 4  | Martin Minčev          | 2    | 0 | 2  |
| 3  | David Moberg Karlsson  | 2    | 1 | 0  |
| 3  | Bořek Dočkal           | 2    | 0 | 1  |
| 2  | Adam Karabec           | 2    | 0 | 0  |
| 2  | Filip Souček           | 1    | 1 | 0  |
| 1  | Ondřej Čelůstka        | 1    | 0 | 0  |
| 1  | Václav Drchal          | 1    | 0 | 0  |
| 1  | Ladislav Krejčí (1992) | 1    | 0 | 0  |
| 1  | Ladislav Krejčí (1999) | 1    | 0 | 0  |
| 1  | Matěj Pulkrab          | 1    | 0 | 0  |
| 1  | Michal Sáček           | 1    | 0 | 0  |
| 1  | Lukáš Štetina          | 0    | 1 | 0  |
| 1  | David Pavelka          | 0    | 0 | 1  |

### Žluté karty
|   | Hráč                   | Liga | P | EP |
| - | ---------------------- | ---- | - | -- |
| 9 | David Pavelka          | 7    | 0 | 2  |
| 7 | Tomáš Wiesner          | 1    | 0 | 6  |
| 6 | Ladislav Krejčí (1999) | 3    | 1 | 2  |
| 4 | Lukáš Štetina          | 3    | 0 | 1  |
| 4 | Matěj Pulkrab          | 2    | 0 | 2  |
| 3 | David Moberg Karlsson  | 3    | 0 | 0  |
| 3 | Bořek Dočkal           | 2    | 0 | 1  |
| 3 | Adam Hložek            | 2    | 0 | 1  |
| 3 | Lukáš Haraslín         | 1    | 0 | 2  |
| 3 | Ladislav Krejčí (1992) | 1    | 0 | 2  |
| 3 | Filip Souček           | 1    | 0 | 2  |
| 2 | Dominik Holec          | 2    | 0 | 0  |
| 2 | Adam Karabec           | 2    | 0 | 0  |
| 2 | Florin Niță            | 2    | 0 | 0  |
| 2 | Michal Sáček           | 1    | 1 | 0  |
| 2 | Ondřej Čelůstka        | 1    | 0 | 1  |
| 2 | Dávid Hancko           | 1    | 0 | 1  |
| 2 | Matěj Polidar          | 1    | 0 | 1  |
| 2 | Andreas Vindheim       | 1    | 0 | 1  |
| 1 | Milan Heča             | 1    | 0 | 0  |
| 1 | Filip Panák            | 1    | 0 | 0  |
| 1 | Martin Suchomel        | 0    | 1 | 0  |
| 1 | Tomáš Čvančara         | 0    | 0 | 1  |

### Červené karty
| Vyloučení | Hráč          | Liga | P | EP |
| --------- | ------------- | ---- | - | -- |
| 1         | Tomáš Wiesner | 0    | 0 | 1  |

## Přátelská utkání
| 22. června 2021 | AC Sparta Praha | 8 : 1 | Sokol Hostouň | Strahov, Praha |  |  |
|                 |                 |       |               |                |  |  |
|                 |                 |       |               |                |  |  |

| 26. června 2021 | AC Sparta Praha | 7 : 0 | FK Dukla Praha | Strahov, Praha |  |  |
|                 |                 |       |                |                |  |  |
|                 |                 |       |                |                |  |  |

| 1. července 2021 | AC Sparta Praha | 1 : 0 | SK Líšeň | Strahov, Praha |  |  |
|                  |                 |       |          |                |  |  |
|                  |                 |       |          |                |  |  |

| 6. července 2021 | AC Sparta Praha | 4 : 1 | PFK Arsenal Tula | Gmünd in Kärnten |  |  |
|                  |                 |       |                  |                  |  |  |
|                  |                 |       |                  |                  |  |  |

| 7. července 2021 | AC Sparta Praha | 4 : 1 | SV Spittal | Sportarena, Seeboden |  |  |
|                  |                 |       |            |                      |  |  |
|                  |                 |       |            |                      |  |  |

| 9. července 2021 | AC Sparta Praha | 2 : 3 | Wolfsberger AC | Lavanttal-Arena, Wolfsberg |  |  |
|                  |                 |       |                |                            |  |  |
|                  |                 |       |                |                            |  |  |

| 12. července 2021 | AC Sparta Praha | 2 : 2 | FK Dynamo Moskva | Sportarena, Seeboden |  |  |
|                   |                 |       |                  |                      |  |  |
|                   |                 |       |                  |                      |  |  |

## Organizační struktura

### Představenstvo klubu
- předseda – Daniel Křetínský
- místopředseda – František Čupr
- místopředseda – Dušan Svoboda
- člen – Tomáš Křivda
- člen – Michal Viktorin
- člen – Petr Hrdlička

### Výkonné vedení klubu
- generální ředitel – František Čupr
- sportovní ředitel – Tomáš Rosický
- finanční ředitel – Jakub Urbaník
- ředitel komerčního úseku – Tomáš Křivda
- generální sekretář – Dušan Žovinec
- vedoucí úseku žen – Hana Výmolová
- ředitel úseku mládeže – Jaroslav Hřebík
- ředitel komunikace – Ondřej Kasík

### Zástupci klubu
- sportovní manažer – Josef Krula
- administrátor sportovního úseku – Martina Pavlová
- administrátor přestupů – Jan Frantl
- hlavní účetní – Eva Glaserová
- ředitel marketingové komunikace – Kamil Veselý
- právník – Marek Šmejkal, Daniel Košťál
- ředitel obchodu a péče o sponzory – Eva Šťastná
- manažer stadionu – Antonín Kříž
- ředitel TC Strahov – Oldřich Rott
- vedoucí klubové akademie – Miroslav Krieg
- manažer komunitních projektů – Irena Smetanová
- IT manažer – Zdeněk Šofr